# Halobate
Halobate su linije kojima se predočava okomita raspodjela slanoće u moru. To su linije koje pokazuju tok (hod) određene slanoće od nulte razine (tj. od površine mora) do odgovarajuće dubine ili dna mora.
Vertikalna raspodjela slanoće mijenja se do 1500m, a poslije te dubine slanoća ostaje najčešće ista.